# Figuralmusik
Figuralmusik er benævnelsen på den stilart
i musik, der fremkommer ved figuration af
én eller flere stemmer i forhold til en enkelt, i
forvejen given stemme, Cantus firmus, altså
det samme som "ulige kontrapunkt". I den gamle
kirkemusik danner figuralmusik modsætningen til
"koralmusikken", det vil sige den gregorianske Cantus planus (fr. plaint-chant) med lige rytme.
I Middelalderen kaldtes sangere, der udførte figuralmusik,
for "figuralister".
Se også
- Kirkemusik